# مقاطعة كلير كريك (كولورادو)
مقاطعة كلير كريك (بالإنجليزية: Clear Creek County)‏ هي إحدى مقاطعات ولاية كولورادو في الولايات المتحدة الأمريكية.